# Rub al-Khali
Rub al-Khali (arabă الربع الخالي), literalmente „Pătrimea goală”, este unul dintre cele mai mari deșerturi și cea mai mare întindere neîntreruptă de nisip din lume. Deșertul se întinde pe o suprafață de 780.000 km2, ocupând o treime din partea sudică a peninsulei Arabia. Este traversat de tropicul racului, iar clima acestuia este influențată de vântul pasat. Primele expediții care au traversat deșertul au fost cele conduse de englezii Bertram Thomas (1931) și John Philby (1932).

## Date geografice
Deșertul ocupă o suprafață de 780.000 km2, întinzându-se din nord, de la provincia Nejd, unde se continuă cu deșertul Nefud, până în sud, la regiunile Hadramaut din Yemen și Dhofar din Oman, unde extinderea deșertului este oprită de zona aflată sub influența musonului. Deșertul se prezintă sub formă de dune de nisip care pot atinge 300 m înălțime; regiunea dunelor se întinde pe o suprafață de peste 500.000 km². Multe râuri (Wadi) din Arabia Saudită seacă în nisipul deșertului Rub al-Khali. În nordul deșertului se află cea mai mare oază, oaza Liwa (50.000–150.000 de locuitori).

## Clima, flora și fauna
Cantitatea anuală medie de precipitații nu depășește 50 mm, deșertul fiind considerat hiperacid. Temperaturile pe tropicul racului ating 60°C în timpul zilei, iar noaptea coboară până la punctul de îngheț. Cu toate condițiile vitrege de viață se pot întâlni în deșert câteva specii de plante, ca și unele specii păianjeni și rozătoare adaptate la clima uscată.

## Imagini

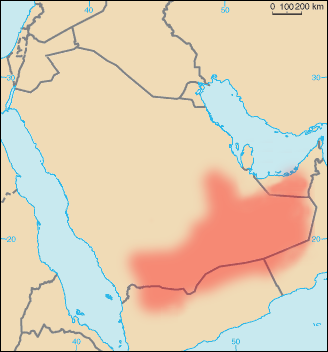
Harta cu amplasarea deșertului
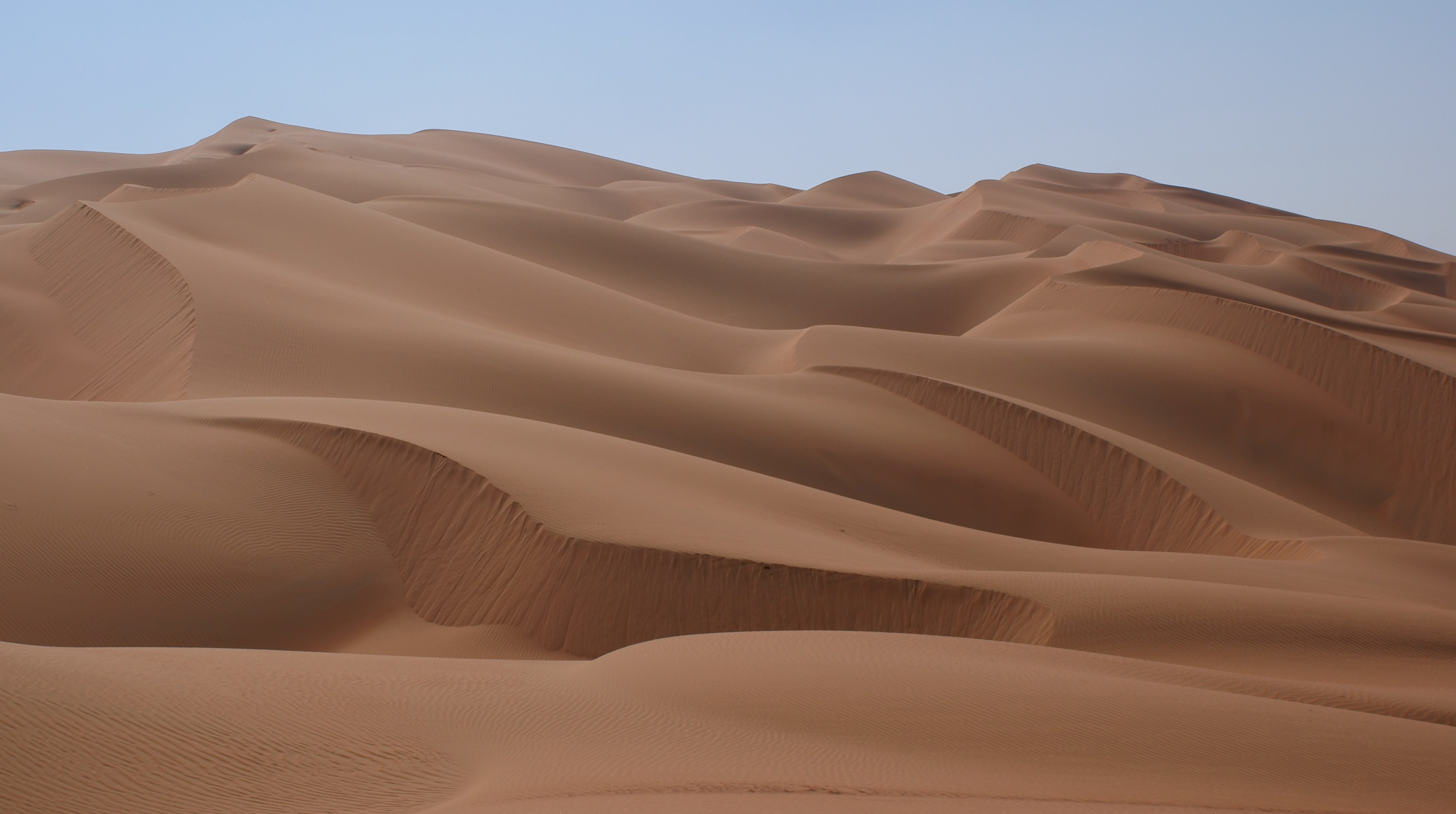
Dune de nisip
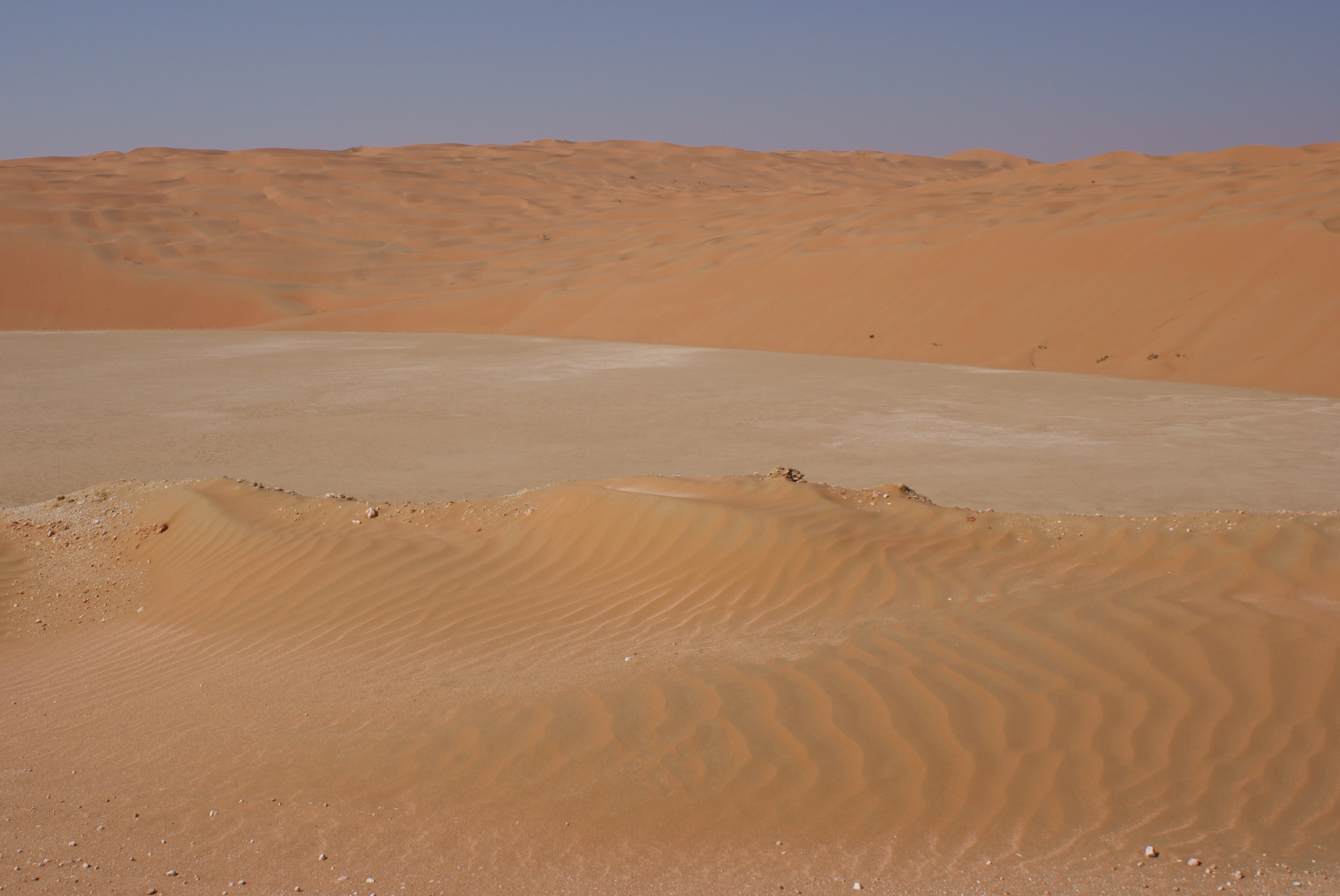
Zone de trecere de la nisip la pietriș